# Hydriastele costata
Hydriastele costata är en enhjärtbladig växtart som beskrevs av Frederick Manson Bailey. Hydriastele costata ingår i släktet Hydriastele och familjen Arecaceae. Inga underarter finns listade i Catalogue of Life.